# Farrukhabad-cum-Fatehgarh
Farrukhabad-cum-Fatehgarh è una suddivisione dell'India, classificata come municipal corporation, di 227.876 abitanti, situata nel distretto di Farrukhabad, nello stato federato dell'Uttar Pradesh.